# Bob a 2006. évi téli olimpiai játékokon
A 2006. évi téli olimpiai játékokon a bob versenyszámait Cesana Pariolban rendezték meg február 18. és 25. között. A férfiaknak 2 versenyszámban, a nőknek 1 versenyszámban osztottak érmeket.

## Éremtáblázat
(A rendező nemzet csapata eltérő háttérszínnel, az egyes számoszlopok legmagasabb értéke, vagy értékei vastagítással kiemelve.)
| A 2006. évi téli olimpiai játékok éremtáblázata bobban | A 2006. évi téli olimpiai játékok éremtáblázata bobban | A 2006. évi téli olimpiai játékok éremtáblázata bobban | A 2006. évi téli olimpiai játékok éremtáblázata bobban | A 2006. évi téli olimpiai játékok éremtáblázata bobban | Olimpia  |
| ------------------------------------------------------ | ------------------------------------------------------ | ------------------------------------------------------ | ------------------------------------------------------ | ------------------------------------------------------ | -------- |
|                                                        | Ország                                                 | Arany                                                  | Ezüst                                                  | Bronz                                                  | Összesen |
| 1.                                                     | Németország (GER)                                      | 3                                                      | 0                                                      | 0                                                      | 3        |
|                                                        |                                                        |                                                        |                                                        |                                                        |          |
| 2.                                                     | Egyesült Államok (USA)                                 | 0                                                      | 1                                                      | 0                                                      | 1        |
| 2.                                                     | Kanada (CAN)                                           | 0                                                      | 1                                                      | 0                                                      | 1        |
| 2.                                                     | Oroszország (RUS)                                      | 0                                                      | 1                                                      | 0                                                      | 1        |
|                                                        |                                                        |                                                        |                                                        |                                                        |          |
| 5.                                                     | Svájc (SUI)                                            | 0                                                      | 0                                                      | 2                                                      | 2        |
| 6.                                                     | Olaszország (ITA)                                      | 0                                                      | 0                                                      | 1                                                      | 1        |
|                                                        |                                                        |                                                        |                                                        |                                                        |          |
| Összesen                                               | Összesen                                               | 3                                                      | 3                                                      | 3                                                      | 9        |

## Részt vevő nemzetek
A versenyeken 22 nemzet 150 sportolója vett részt.
- Ausztrália (AUS) (4)
- Ausztria (AUT) (5)
- Brazília (BRA) (4)
- Csehország (CZE) (5)
- Egyesült Államok (USA) (12)
- Franciaország (FRA) (5)
- Hollandia (NED) (8)
- Horvátország (CRO) (4)
- Japán (JPN) (4)
- Kanada (CAN) (12)
- Lengyelország (POL) (4)
- Lettország (LAT) (9)
- Magyarország (HUN) (4)
- Monaco (MON) (2)
- Nagy-Britannia (GBR) (5)
- Németország (GER) (14)
- Olaszország (ITA) (12)
- Oroszország (RUS) (11)
- Románia (ROU) (6)
- Svájc (SUI) (12)
- Szlovákia (SVK) (4)
- Új-Zéland (NZL) (8)

## Érmesek
Mindegyik versenyszámban négy futam döntötte el az olimpiai érmek sorsát.
Férfi kettesben a német Lange, Kuske páros magabiztosan, végig vezetve nyerte az olimpiai bajnoki címet.
A négyeseknél az első számú német egység szorosan, de megnyerte az első 3 futamot, így a negyedikben egy biztonsági menet is elég volt az összesített első hely megszerzéséhez. Az orosz négyes a második futamban ment gyengébbet a kelleténél, ezért szorultak a dobogó második fokára. A svájciak kis különbséggel előzték meg a kanadai egységet, így mindhárom érmet európai csapatok vihették haza.
A női kettesben a végső győztes német kettős a négy futamból hármat megnyert, de a másodikban csak hetedikek lettek, így átmenetileg elvesztették vezető pozíciójukat. Az amerikai páros kiegyensúlyozott teljesítményének köszönhette az ezüstérmet, minden futamban dobogós helyezést értek el. Az olasz páros minimális különbséggel megelőzve a kanadaiakat ért el dobogós helyezést.
| A 2006. évi téli olimpiai játékok érmesei bobban |                                                                           |         | |         |                                                                           |         |
| Versenyszám                                      | Arany                                                                     | Arany   | Ezüst                                                                                               | Ezüst   | Bronz                                                                     | Bronz   |
| Férfi kettes                                     | Németország (GER) · André Lange · Kevin Kuske                             | 3:43,38 | Kanada (CAN) · Pierre Lueders · Lascelles Brown                                                     | 3:43,59 | Svájc (SUI) · Martin Annen · Beat Hefti                                   | 3:43,73 |
| Férfi négyes                                     | Németország (GER) · André Lange · René Hoppe · Kevin Kuske · Martin Putze | 3:40,42 | Oroszország (RUS) · Alekszandr Zubkov · Filipp Jegorov · Alekszej Szeliversztov · Alekszej Vojevoda | 3:40,55 | Svájc (SUI) · Martin Annen · Thomas Lamparter · Beat Hefti · Cédric Grand | 3:40,83 |
| Női kettes                                       | Németország (GER) · Sandra Kiriasis · Anja Schneiderheinze                | 3:49,98 | Egyesült Államok (USA) · Shauna Rohbock · Valerie Fleming                                           | 3:50,69 | Olaszország (ITA) · Gerda Weissensteiner · Jennifer Isacco                | 3:51,01 |